# Batman: Child of Dreams
Batman: Child of Dreams (literalmente Niño de Sueños) es una serie manga escrita e ilustrada por Kia Asamiya, creador de otros mangas como Martian Successor Nadesico y Silent Möbius.

## Sinopsis
La serie sigue a Batman cuando viaja a Tokio tras la pista de una droga letal que permite a la persona que ingiere vivir la vida de sus sueños por un día, obligando al usuario a cambiar de forma a la persona que desea ser. Después de vencerse la fecha de caducidad, la droga mata al usuario debido a que drena la fuerza vital de él o ella. La mayoría de los usuarios en Gotham se convierten en copias literales de varios villanos de Batman y las cosas empiezan a complicarse cada vez más... ¿Quién hace la droga y por qué motivo?

## Publicación
Niño de Sueños fue recogido en dos volúmenes, publicados por Kodansha. La versión en inglés fue lanzada en las ediciones de tapa dura y tapa blanda en 2003 por DC Comics. Debido a la forma en que manga es publicado en Japón, lectura de derecha a izquierda, que es ahora común en las versiones modernas manga traducido, Niño de sueños fue "volteado", que podría haber pasado desapercibido tuvo no realizado dos caras marcadas en el lado derecho de su cuerpo.
- ISBN 978-4063343618. Publicado en noviembre de 2000.
- ISBN 978-4063344745. Publicado en noviembre de 2001.

## Otros Mangas Relacionados
- Batman: La Máscara de la Muerte de Yoshinori Natsume.
- Bat-Manga! La historia secreta de Batman en Japón (1960) Bat-manga de Jiro Kuwata
- Batman: Black and White corto manga de Katsuhiro Otomo
- Batman and the Justice League un manga creado por Shiori Teshirogi para Champion Red.